# 金相浩
金 相浩（キム・サンホ、김상호、1969年 - ）は、大韓民国の文化放送 (MBC) 所属のアナウンサー。1969年にソウル特別市で生まれ、漢陽大学校ドイツ語学科を卒業し、1994年にMBCにアナウンサーとして入局した。『오늘의 스포츠』（今日のスポーツ）、『모두가 사랑이에요』、『일요아침뉴스』（日曜朝のニュース）、『주말뉴스』（週末ニュース）などを担当した。2017年12月にMBCアナウンサー局アナウンサー2部長に就任した。漢陽大学校大学院言論情報学科で修士を授与されている。